# Wullenberg
De Wullenberg is een heuvel in de gemeente Rijssen-Holten in de Nederlandse provincie Overijssel. De heuvel ligt in het Nationaal Park Sallandse Heuvelrug en heeft een hoogte van ruim 57,5 meter boven de zeespiegel. De Wullenberg ligt ten zuiden van de top van de Holterberg.
Op de Wullenberg liggen het Natuurmuseum Holterberg en de Holten Canadian War Cemetery.